# Michelmersh
Michelmersh ist ein kleines Dorf in der englischen Grafschaft Hampshire, etwa drei Meilen (4,8 km) nördlich von Romsey. Es bildet mit Timsbury eine Civil Parish (Gemeinde), die Teil des Districts (Verwaltungsbezirks) Test Valley ist.
Michelmersh war einer der Hauptdrehorte der Fernsehserie Die Vogelscheuche (Worzel Gummidge, 1979–1981).
Mary Watson, eine der ersten Frauen, die an der Universität Oxford Chemie studierten, lebte und starb in Michelmersh.